# Thamnochortus platypteris
Thamnochortus platypteris är en gräsväxtart som beskrevs av Carl Sigismund Kunth. Thamnochortus platypteris ingår i släktet Thamnochortus och familjen Restionaceae. Inga underarter finns listade i Catalogue of Life.